# Мортонс Гап (Кентаки)
Мортонс Гап (енгл. Mortons Gap) град је у америчкој савезној држави Кентаки.

## Демографија
По попису из 2010. године број становника је 863, што је 89 (-9,3%) становника мање него 2000. године.
| Група             | 2000.       | 2010.       |
| Белци             | 909 (95,5%) | 818 (94,8%) |
| Афроамериканци    | 31 (3,3%)   | 19 (2,2%)   |
| Азијати           | 1 (0,1%)    | 0 (0,0%)    |
| Хиспаноамериканци | 2 (0,2%)    | 20 (2,3%)   |
| Укупно            | 952         | 863         |